# لقب شطرنج

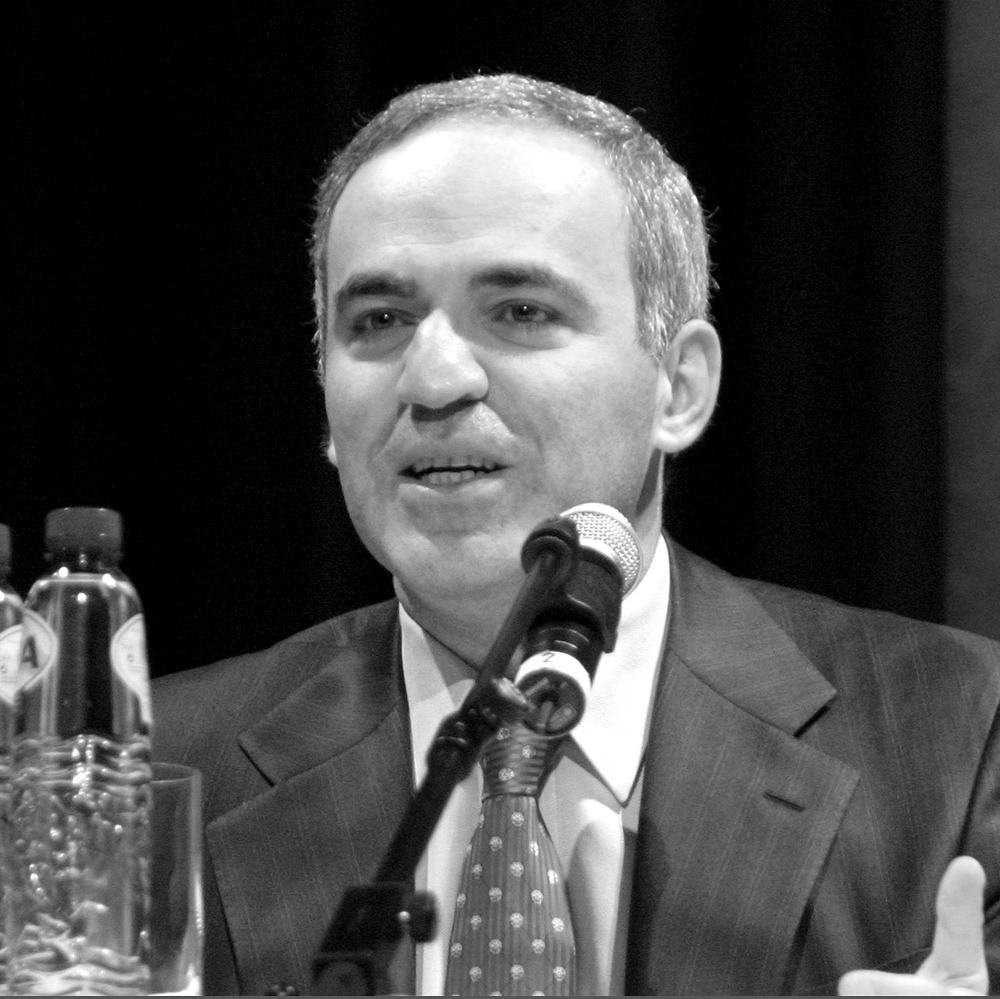
الأستاذ الكبير غاري كاسباروف (2007)

لقب الشطرنج هو تصنيف يُنظّم من قبل جهة مختصة بالشطرنج ويُمنح للاعبين بناءً على أدائهم ومستواهم في الترتيب. غالبًا ما تكون هذه الألقاب دائمة. يعتبر الاتحاد الدولي للشطرنج (FIDE) الجهة الرئيسية التي تمنح العديد من الألقاب، ويُعد لقب "جراند ماستر" (الأستاذ الكبير) الأكثر شهرة بينها. بالإضافة إلى ذلك، تمنح بعض اتحادات الشطرنج الوطنية ألقابًا مثل "الأستاذ الوطني". بشكل عام، يُستخدم مصطلح "أستاذ" للإشارة إلى أي لاعب يتمتع بمهارات استثنائية في الشطرنج.

## الشطرنج التقليدي
يُطلق لقب أستاذ الشطرنج على لاعب يتمتع بمهارات متقدمة تخوله التفوق على معظم اللاعبين الهواة. يُشار إلى هذا اللقب غالبًا بمصطلح "ماستر" بين لاعبي الشطرنج.
مع تأسيس الاتحاد الدولي للشطرنج، ظهرت ألقاب تتجاوز مستوى "الأستاذ الوطني". ففي عام 1950، استحدث الاتحاد لقبي "جراند ماستر" (أستاذ كبير) و"أستاذ دولي"، ووضع معايير موحدة للحصول عليهما. وفي عام 1978، أُضيف لقب آخر وهو "أستاذ الاتحاد الدولي للشطرنج".

### الاستخدام المبكر للقب أستاذ
كان لقب "أستاذ" في بدايات لعبة الشطرنج وقبل ظهور منظمات رسمية يُمنح بشكل غير رسمي بناءً على مهارات اللاعب وشهرته. ومع انتشار اللعبة في القرن التاسع عشر، بدأ الاعتراف باللقب رسميًا. على سبيل المثال، اعتمد اتحاد الشطرنج الألماني نظامًا في مؤتمره عام 1876 يمنح اللقب للاعبين الذين يحققون أداءً متميزًا في بطولاته.
كان معيار اتحاد الشطرنج الألماني (DSB) للحصول على لقب "أستاذ" يعتمد على تحقيق ما يُعرف بـ "Meisterdrittel"، وهو الفوز بثلث المباريات على الأقل في البطولة الرئيسية ضمن مؤتمر اتحاد الشطرنج الألماني. بالإضافة إلى ذلك، كان اللاعب الذي يفوز في الحدث الاحتياطي (Hauptturnier) يحصل على فرصة للمشاركة في البطولة الرئيسية في المؤتمر التالي، مما يمنحه إمكانية تحقيق لقب "أستاذ" إذا استوفى معيار Meisterdrittel.

### ألقاب الاتحاد الدولي للشطرنج (FIDE)
- جراند ماستر (GM): أعلى لقب في الشطرنج. يتطلب تصنيفًا لا يقل عن 2500 بالإضافة إلى تحقيق ثلاث نتائج مميزة (نورمات) في بطولات تضم أساتذة كبار من دول مختلفة.
- أستاذ دولي (IM): يتطلب تصنيفًا لا يقل عن 2400 وثلاث نورمات مع متطلبات أقل صرامة من لقب جراند ماستر.
- أستاذ FIDE (FM): يتطلب تصنيفًا لا يقل عن 2300 دون الحاجة إلى نورمات.
- أستاذ مرشح (CM): يتطلب تصنيفًا لا يقل عن 2200 دون الحاجة إلى نورمات.

ألقاب خاصة بالنساء:
- أستاذة كبيرة (WGM): يتطلب تصنيفًا لا يقل عن 2300 وثلاث نورمات.
- أستاذة دولية (WIM): يتطلب تصنيفًا لا يقل عن 2200 وثلاث نورمات بمعايير مخففة.
- أستاذة FIDE (WFM): يتطلب تصنيفًا لا يقل عن 2100 دون الحاجة إلى نورمات.
- أستاذة مرشحة (WCM): يتطلب تصنيفًا لا يقل عن 2000 دون الحاجة إلى نورمات.

تُعتبر نونا غابرينداشفيلي أول امرأة تحصل على هذا اللقب المرموق، ومنذ عام 1978، حصلت 42 امرأة على لقب جراند ماستر.
يمكن الحصول على الألقاب من خلال الأداء المتميز في بطولات عالمية كبرى، مثل الفوز ببطولة العالم للشباب، حيث يُمنح الفائز لقب جراند ماستر.
يمنح الاتحاد الدولي للشطرنج أيضًا ألقابًا للاعبين عبر منصته الإلكترونية FIDE Online Arena، وتشمل:  
- أستاذ كبير عبر الإنترنت (AGM): يتطلب تصنيفًا لا يقل عن 2000.
- أستاذ دولي عبر الإنترنت (AIM): يتطلب تصنيفًا لا يقل عن 1700.
- أستاذ FIDE عبر الإنترنت (AFM): يتطلب تصنيفًا لا يقل عن 1400.
- أستاذ مرشح عبر الإنترنت (ACM): يتطلب تصنيفًا لا يقل عن 1100.

لا تتطلب هذه الألقاب تحقيق نورمات، لكن يجب الحفاظ على التصنيف المطلوب لمدة محددة بناءً على عدد المباريات وأنواعها.

إلى جانب الألقاب الممنوحة للاعبين، يصدر الاتحاد الدولي للشطرنج ألقابًا خاصة بالحكام والمدربين في الشطرنج.